# كومودو سايبرسكيورتي
كومودو سايبرسكيورتي (بالإنجليزية: Comodo Security Solutions Inc )‏ هي شركة للأمن السيبراني يقع مقرها الرئيسي في كليفتون في نيو جيرسي في الولايات المتحدة.

## تاريخ
تأسست الشركة في عام 1998 في المملكة المتحدة  من قبل مليح عبد الحي أوغلو . انتقلت الشركة إلى الولايات المتحدة في عام 2004. تركز منتجاتها على أمن الكمبيوتر والإنترنت. تدير الشركة تصديق وتصدير شهادات SSL ، وتقدم منتجات أمن المعلومات لكل من الشركات والمستهلكين. ساعدت الشركة أيضًا في وضع المعايير من خلال المساهمة في مجموعة مهندسي الإنترنت لسجل موارد تفويض شهادات DNS.
في أكتوبر 2017 ، استحوذت شركة Francisco Partners على Comodo Certification Authority (Comodo CA) من شركة Comodo Security Solutions، Inc. أعادت شركة فرانسيسكو بارتنرز تسمية Comodo CA في نوفمبر 2018 إلى Sectigo. جاء التغيير في الاسم بعد أقل من عام من الاستحواذ .
في 28 يونيو 2018 ، أعلنت المؤسسة الجديدة أنها كانت تتوسع في شهادات TLS / SSL إلى أمن إنترنت الأشياء مع الإعلان عن منصة أمان أجهزة إنترنت الأشياء الخاصة بها. أعلنت الشركة عن مقرها الجديد في روزلاند في نيو جيرسي في 3 يوليو 2018  واستحواذها على شركة CodeGuard وهي شركة صيانة مواقع الويب والتعافي من الكوارث، في 16 أغسطس 2018.
في 29 يونيو 2020 ، أعلنت الشركة عن شراكتها الاستراتيجية مع شركة CyberSecOp.

## شركات تابعة لها
- Comodo CA Limited (Sectigo) : يقع مقرها في مدينة سالفورد، مانشستر الكبرى ، المملكة المتحدة، [11] هي هيئة شهادات رقمية تصدر SSL وشهادات رقمية أخرى. في نوفمبر 2018 ، أعلن Francisco Partners أن Comodo Certificate Authority (Comodo CA) تغير علامتها التجارية لتصبح Sectigo.[12][13]
- Comodo Security Solutions، Inc : مقرها في كليفتون، نيو جيرسي، الولايات المتحدة، تقوم بتطوير برامج أمان للاستخدام التجاري والاستهلاكي.[14]
- DNS.com : مقرها في لويزفيل ، كنتاكي ، الولايات المتحدة، توفر الشركة خدمات DNS المُدارة.[15]

## منتجات
- كومودو دراجون (متصفح ويب)
- Comodo Ice Dragon (متصفح ويب)
- كومودو لأمن الإنترنت
- أدوات نظام كومودو
- أمان Comodo Mobile
- كومودو حماية نقطة النهاية

## روابط خارجية
- الموقع الرسمي